# Microterys pseudocrescocci
Microterys pseudocrescocci is een vliesvleugelig insect uit de familie Encyrtidae. De wetenschappelijke naam is voor het eerst geldig gepubliceerd in 2002 door Xu.